# The Climb (Film)
The Climb (engl. „Der Anstieg“) ist eine Tragikomödie von Michael Angelo Covino, die am 17. Mai 2019 im Rahmen der Filmfestspiele von Cannes ihre Premiere feierte und am 20. August 2020 in die deutschen Kinos kam.

## Handlung
Zwei Freunde sind in den Bergen im Hinterland der Côte d’Azur mit ihren Fahrrädern unterwegs. Der eine ist ein passionierter Radrennfahrer, der andere ein blutiger Amateur. Als Michael seinem Freund erzählt, dass er mit dessen Verlobter eine mehrjährige Affäre hatte, fällt Kyle fast aus allen Wolken. Auch wenn Michael ihm versichert, dass das Ganze schon lange her ist, ist die Stimmung bei der gemeinsamen Radtour im Eimer. Doch ihre Freundschaft wurde in der Vergangenheit mehr als nur einmal auf eine harte Bewährungsprobe gestellt.

## Produktion
Regie führte Michael Angelo Covino, der gemeinsam mit Kyle Marvin auch das Drehbuch schrieb. Die beiden sind zudem in den Rollen von Mike und Kyle zu sehen. Beide haben viel von ihrer wirklichen Freundschaft in den Film gepackt. Seit sie sich in einer Agentur für Werbefilme kennenlernten, arbeiten sie auf unterschiedlichen Ebenen zusammen.
Jedes der 9 Kapitel des Filmes trägt einen Titel und erzählt jeweils unterschiedliche Begebenheiten, die die besonderen Beziehung zwischen Michael und Kyle erklären. Manche Kapitel wurden ohne Schnitt in einer einzigen Kamerafahrt aufgenommen.
Als Kameramann fungierte Zach Kuperstein.
Eine erste Vorstellung des Films erfolgte am 17. Mai 2019 im Rahmen der Filmfestspiele von Cannes. In Deutschland wurde er erstmals am 29. Juni 2019 beim Filmfest München gezeigt. Im September 2019 wurde der Film beim Festival des amerikanischen Films in Deauville im Hauptwettbewerb vorgestellt. Ein im Frühjahr angesetzter Starttermin in den USA wurde wegen der Coronavirus-Pandemie auf unbestimmte Zeit verschoben. Der Kinostart in Deutschland erfolgte am 20. August 2020. Am 13. November 2020 kam der Film in ausgewählte US-Kinos. Am 23. April 2021 wurde er in das Programm von Amazon Prime Video aufgenommen.

## Rezeption

### Kritiken
Der Film konnte 90 Prozent aller Kritiker bei Rotten Tomatoes überzeugen. Im IndieWire Critics Poll 2020 landete The Climb unter den Erstlingsfilmen auf dem 10. Platz.
Ulrich Sonnenschein von epd Film schreibt, die beiden Hauptdarsteller Michael Angelo Covino und Kyle Marvin konnten aus ihrer Vertrautheit heraus, da sie eine wirkliche Freundschaft verbindet, die Geschichte authentisch entwickeln und dann mit zahlreichen Brechungen ironisieren. Vieles an diesem Kinodebüt sei gelungen, sein schnippischer Ton, die kruden Charaktere und sein realistisches, alltägliches Setting als Hintergrund hoch aufwallender Emotionen, so Sonnenschein. Der Film wolle dann aber vielleicht doch zu viel, und der Ernst einer Beziehungstragödie gehe zu schnell in Klamauk über, wobei beides keine wirkliche Balance finde. Dennoch spreche vieles dafür, dass Michael Angelo Covino seinen ganz eigenen Ton noch finden werde.

### Auszeichnungen
Festival des amerikanischen Films 2019
- Nominierung im Hauptwettbewerb (Michael Angelo Covino)[10]
- Auszeichnung mit dem Jurypreis[11]

Filmfest München 2019
- Nominierung für den CineVision Award (Michael Angelo Covino)

Internationale Filmfestspiele von Cannes 2019
- Auszeichnung Un Certain Regard - Jury Coup de Coeur (Michael Angelo Covino)
- Nominierung für die Caméra d’Or (Michael Angelo Covino)
- Nominierung Un Certain Regard (Michael Angelo Covino)